# Cuenca del Ganges

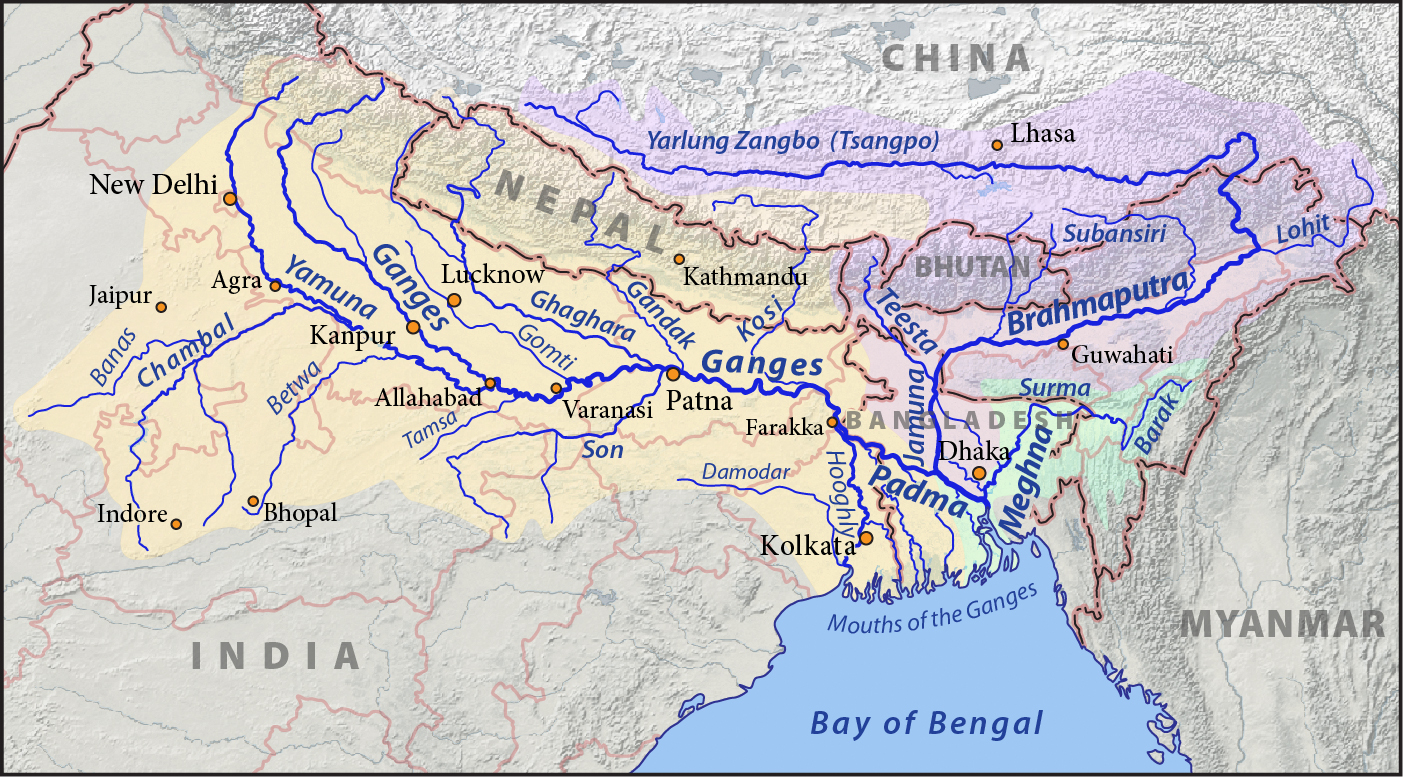
Cuencas Ganges-Brahmaputra-Meghna

La cuenca del Ganges es una parte de la cuenca del Ganges-Brahmaputra que drena 1.086.000 kilómetros cuadrados en Tíbet, Nepal, India y Bangladés. Al norte, el Himalaya o las cordilleras paralelas inferiores forman la divisoria Ganges-Brahmaputra. Al oeste, la cuenca del Ganges limita con la del Indo y luego con la cordillera de Aravalli. Los límites del sur son los Vindhyas y la meseta de Chota Nagpur. Al este, el Ganges se funde con el Brahmaputra a través de un complejo sistema de distribuidores comunes en el golfo de Bengala. Su cuenca se encuentra en los estados de Uttar Pradesh (294.364 km²), Madhya Pradesh (198.962 km²), Bihar (143.961 km²), Rajastán (112.490 km²), Bengala Occidental (71, 485 km²), Haryana (34.341 km²), Himachal Pradesh (4.317 km²), Delhi, Arunachal pradesh(1.484 km²), todo Bangladés, Nepal y Bután. Varios afluentes nacen en el interior del Tíbet antes de fluir hacia el sur a través de Nepal. La cuenca tiene una población de más de 500 millones de habitantes, lo que la convierte en la cuenca fluvial más poblada del mundo.

## Descripción
La cuenca comprende valles semiáridos en la sombra de la lluvia al norte del Himalaya, montañas densamente boscosas al sur de las cordilleras más altas, las estribaciones de Shiwalik, llenas de matorrales, y las fértiles llanuras del Ganges. Las tierras altas del centro, al sur de la llanura del Ganges, tienen mesetas, colinas y montañas entrecruzadas por valles y llanuras fluviales. Los tipos de suelo más importantes de la cuenca son la arena, la marga, la arcilla y sus combinaciones, como la marga arenosa, la arcilla limosa, etc.
El potencial hídrico superficial anual de la cuenca se ha evaluado en 525 km³ en la India, de los cuales 250 km³ es agua utilizable. Hay alrededor de 580.000 km² de tierra cultivable; el 29,5% de la superficie cultivable de la India.
Los problemas de la cuenca relacionados con el agua se deben tanto a los caudales altos como a los bajos. En India, los estados de Uttrakhand, Uttar Pradesh, Bihar y Bengala Occidental se ven afectados por inundaciones. Bangladés, en la confluencia del río Brahmaputra y el río Ganges, sufre graves inundaciones casi todos los años. Los afluentes del norte del Ganges como el Kosi, Gandak y Mahananda son los más propensos a las inundaciones, pero los afluentes del sur también contribuyen. Los caudales bajos se deben a la escasez de lluvias fuera del monzón de verano y, a veces, a que éste no se desarrolla en su extensión normal. Al Ganges se le unen el Kosi, el Ghaghra y el Gandak desde el Himalaya y el Chambal, el Betwa y el Son desde la región peninsular.
Cultura y Ganges: El río Ganges (también llamado Ganga) es un símbolo de fe, esperanza, cultura y cordura, así como una fuente de sustento para millones de personas desde tiempos inmemoriales. Es el centro de la tradición social y religiosa en el subcontinente indio y especialmente sagrado en el hinduismo. La fe y el respeto tan especiales que se tienen por el río Ganges en la India son tan antiguos como la propia cultura india. Están ampliamente reflejados en las antiguas escrituras indias como: Vedas, Puranas, Mahabharata, Ramayana y otras más. De hecho, el respeto al Ganges forma parte de la identidad india y es el símbolo mismo de la cultura india. La historia del Ganges en el fomento de la cultura y las civilizaciones se aprecia a través de la promoción de la cultura nativa en su cuenca, el traslado de la civilización de la cuenca del Indo-Sarasvati a su redil y la promoción de la integración de las culturas para desarrollar la civilización india.